# Sifiso Nhlapo
Sifiso Nhlapo (né le 13 mai 1987 à Soweto) est un coureur cycliste sud-africain, spécialiste du BMX.

## Biographie
Le premier succès en carrière de Sifiso Nhlapo remonte en 2005, lorsqu'il devient à Paris champion du monde de BMX cruiser juniors (moins de 19 ans).
En 2008, il remporte une médaille de bronze dans la compétition élite aux championnats du monde de Taiyuan derrière Māris Štrombergs et Steven Cisar. En 2010, aux mondiaux organisés à domicile à Pietermaritzburg, il est vice-champion du monde derrière Štrombergs.
En 2008, il participe aux Jeux olympiques de Pékin et se qualifie pour la finale, où il chute et abandonne. Aux Jeux olympiques de Londres en 2012, il est éliminé dès les quarts de finale.

## Palmarès en BMX

### Jeux olympiques
- Pékin 2008
  - 7e du BMX
- Londres 2012
  - Éliminé en quarts de finale du BMX

### Championnats du monde
- Paris 2005
  -  Champion du monde de BMX cruiser juniors
- Taiyuan 2008
  -  Médaillé de bronze du BMX
- Pietermaritzbourg 2010
  -  Médaillé d'argent du BMX
- Auckland 2013
  - 9e du BMX

### Coupe du monde
- 2009 : 49e du classement général
- 2010 : 27e du classement général
- 2012 : 75e du classement général
- 2013 : 31e du classement général